# 三重県道709号相鹿瀬大台線
三重県道709号相鹿瀬大台線（みえけんどう709ごう おうかせおおだいせん）は、三重県多気郡多気町から同郡大台町に至る一般県道である。

## 概要

### 路線データ
- 起点：多気郡多気町相鹿瀬
- 終点：多気郡大台町新田（新田交差点）
- 総延長：5,449m

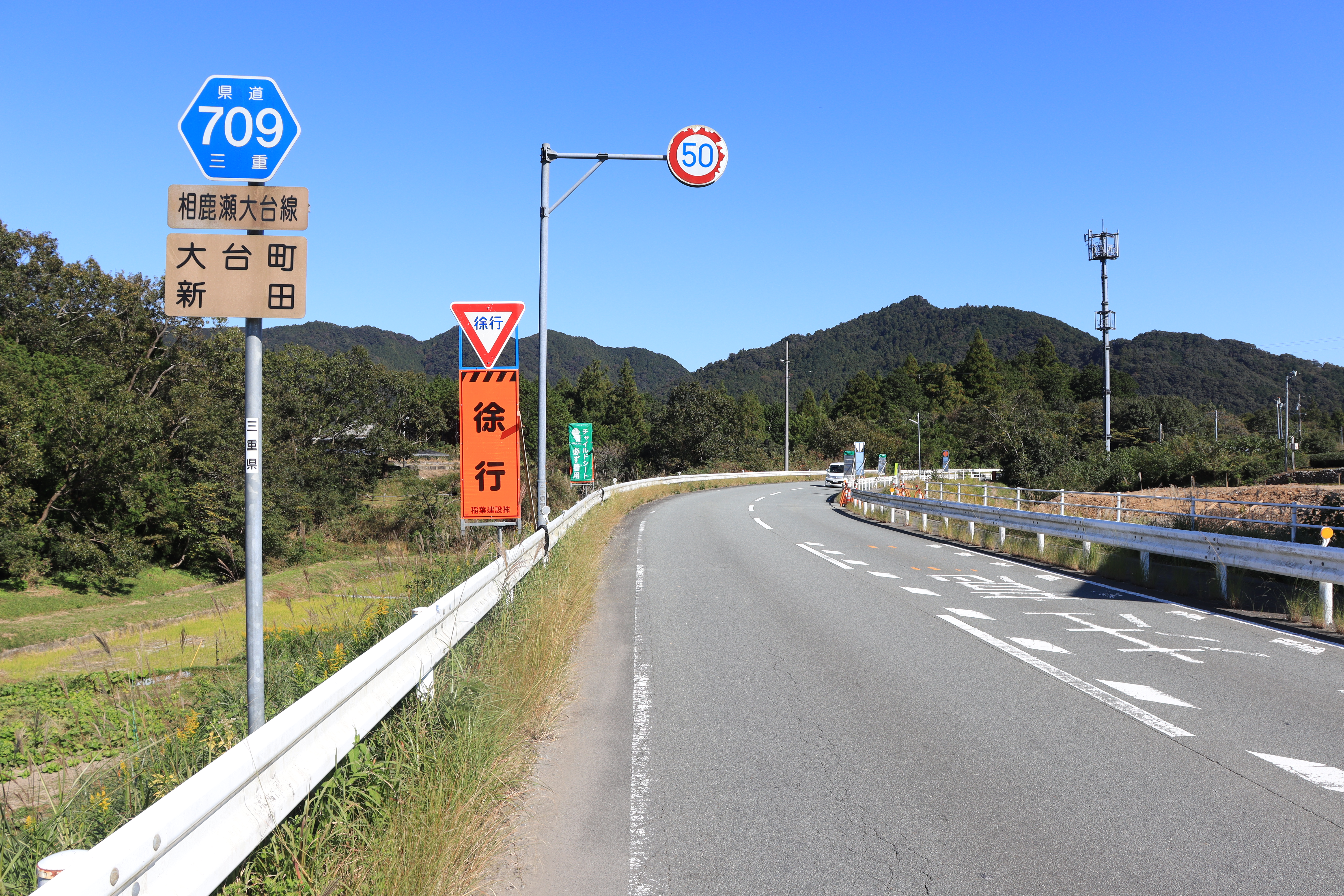
三重県道709号相鹿瀬大台線、多気郡大台町新田にて

- 路線認定：1959年（昭和34年）1月25日[1]
- 重複区間：なし

## 利用状況
- 主に生活道路として利用される。

## 地理

### 通過する自治体
- 三重県多気郡
  - 多気町
  - 大台町

### 接続する道路
- 三重県道119号松阪度会線：起点
- 三重県道711号新田野原線：多気郡大台町新田
- 国道42号（熊野街道）：終点

### 沿線
- 濁川（一級河川宮川支流）
- 大台町立日進小学校

## 参考資料
- 『県別マップル24 三重県道路地図』（昭文社、2009年3版1刷発行、ISBN 978-4-398-62474-1 、57ページ）